# Ihor Dudnyk
Ihor Anatolijowycz Dudnyk, ukr. Ігор Анатолійович Дудник (ur. 9 sierpnia 1985 w Zaporożu) – ukraiński piłkarz, grający na pozycji obrońcy, a wcześniej pomocnika.

## Kariera piłkarska

### Kariera klubowa
Wychowanek Szkoły Piłkarskiej Metałurh Zaporoże. W 1999 bronił barw Torpedo Zaporoże w juniorskich mistrzostwach Ukrainy (DJuFL). Karierę piłkarską rozpoczął 18 sierpnia 2002 w składzie drugiej drużyny Metałurha. Dopiero w 2004 debiutował w pierwszym zespole. Na początku 2008 wyjechał do Rosji, gdzie sezon występował w Tereku Grozny. Latem 2009 przeniósł się do FK Krasnodar. W kwietniu 2010 podpisał kontrakt z łotewskim klubem Daugava Dyneburg, ale w sierpniu 2010 wrócił do ojczyzny, gdzie jesienią bronił barw drugoligowego zespołu Feniks-Illiczoweć Kalinine. W kwietniu 2011 powrócił do Daugavy. Latem 2011 został zaproszony do Metałurha Zaporoże
. Po zakończeniu sezonu 2011/12 opuścił zaporoski klub. Podczas przerwy zimowej sezonu 2012/13 zasilił skład Olimpiku Donieck.

## Sukcesy i odznaczenia

### Sukcesy klubowe
- wicemistrz Pierwszej lihi Ukrainy: 2012